# Van Morrison
George Ivan "Van" Morrison, född 31 augusti 1945 i Belfast, Nordirland, är en nordirländsk sångare och kompositör.

## Biografi
Van Morrison föddes i dåvarande valdistriktet Bloomfield i östra Belfast som enda barn till varvsarbetaren George Morrison och Violet Stitt Morrison. Han växte upp i ett arbetarklasshem, där han tidigt exponerades för blues och jazz genom sin fars skivsamling. Som tonåring började han spela i flera band. Vid 15 års ålder hoppade han av skolan för att ansluta sig till bandet The Monarchs, som han turnerade runt med på militärbaser i Europa. När han återvände hem bildade han rockgruppen Them.
Them hade flera hitsinglar, bland annat "Here Comes the Night" från 1965 som nådde en andraplats på brittiska singellistan och plats 24 på Billboard Hot 100 i USA. Bandet plågades av alltför många medlemsbyten på kort tid och Morrison lämnade bandet 1966 efter en USA-turné och övervägde då att lämna musikbranschen.
Efter att Morrison hoppat av Them och återvänt till Belfast övertalade gruppens producent Bert Berns honom att åka till USA och spela in några låtar. 1967 släpptes singeln "Brown Eyed Girl" på Berns skivbolag Bang Records, vilket blev en stor hit i både USA och Europa. Eftersom singeln blev en sådan framgång släppte Berns utan Van Morrisons samtycke albumet Blowin' Your Mind!. Då Bert Berns gick bort samma år, 1967, startade ett kontraktsbråk mellan Berns änka och Morrison.
Trots svårighet att få spelningar gjorde han starkt intryck på skivbolaget Warner Bros, som köpte loss kontraktet med Bang Records 1968. Samma år släpptes Astral Weeks, en samling avskalade jazzinfluerade akustiska låtar. Albumet har beskrivits som en korsning av folk, rock, blues, jazz och gospel. Skivan spelades in under tre dagar och de inspelningar som inkluderades var ofta den första eller andra tagningen.
Astral Weeks blev knappt uppmärksammat när det släpptes, men har med tiden kommit att bli ansett som Morrisons främsta album och ett av de bästa albumen genom tiderna. Tidningen Rolling Stones listade 2003 Astral Weeks som det nittonde bästa albumet genom tiderna.
1970 släpptes Moondance. Skivan har beskrivits som "ljusare" och mer optimistisk än sin föregångare. Albumet nådde topp 30 på amerikanska albumlistan och etablerade Morrison som en ny och lovande artist.

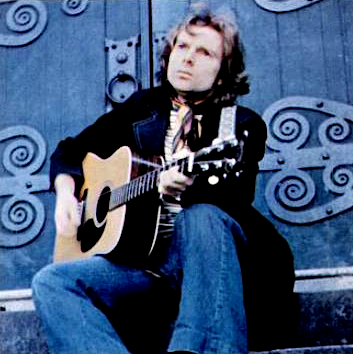
Van Morrison 1972.

Under resten av 1970-talet fortsatte ”Van the Man” att släppa hyllade och någorlunda framgångsrika album, till exempel Tupelo Honey 1972, Veedon Fleece 1974 och Into the Music 1979. Han var även gästartist i rockbandet The Bands avskedskonsert The Last Waltz 1976 där han uppträdde med låten ”Caravan”.

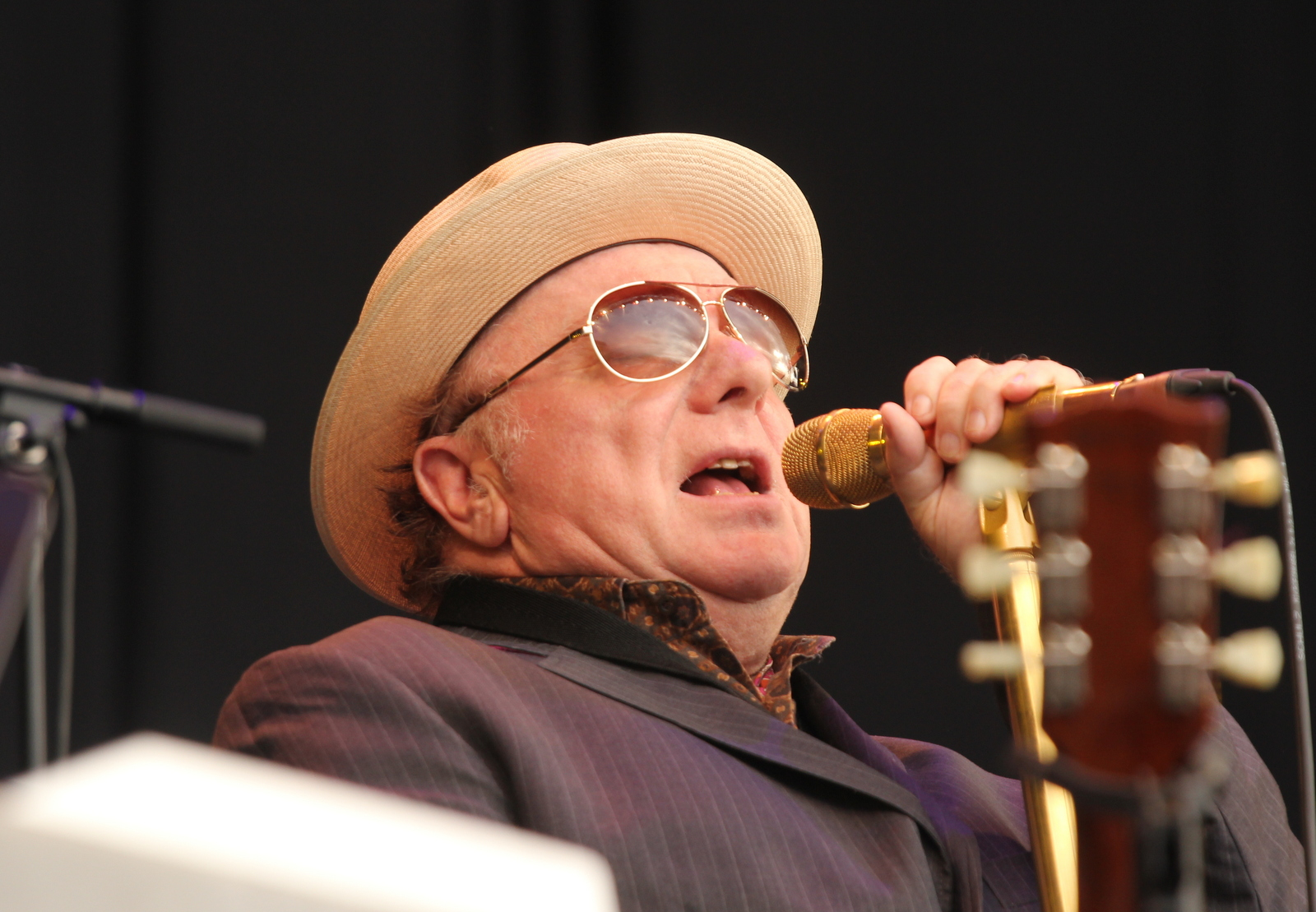
Van Morrison på Notodden Blues Festival 2013.

På 1980-talet släppte han flera mer experimentella och spirituellt sökande album såsom Common One och Inarticulate Speech of the Heart. 1989 fick Van Morrison en kommersiell framgång med albumet Avalon Sunset. Rod Stewart fick 1993 en stor hit med Van Morrisons låt Have I Told You Lately. Albumet Back On Top  från 1998 sågs även det som något av en comeback och de efterföljande skivorna har varit populära hos såväl publik som kritiker. På senare tid ses album som Down the Road 2002 och Magic Time 2005 som hans bästa. Nya studioalbum har utkommit regelbundet även under 2010-talet. 2018 utkom hans fyrtionde studioalbum, The Prophet Speaks.
1993 valdes han in i Rock and Roll Hall of Fame, men han vägrade delta på ceremonin.
Författaren Clinton Heylin skriver i sin biografi om Van Morrison att han har rykte om sig att vara en trumpen och ganska svårhanterlig man som inte gillar att stå på scen. Heylin beskriver också Van Morrisons hatkärlek till scenframträdanden via sina mycket få intervjuer.

## Familj
I sitt första äktenskap, med Janet (Planet) Rigsbee, har han dottern Shana Morrison, född 1970, som är singer/songwriter.

## Diskografi (urval)
- Blowin' Your Mind! (1967)
- Astral Weeks (1968)
- Moondance (1970)
- His Band and the Street Choir (1970)
- Tupelo Honey (1971)
- Saint Dominic's Preview (1972)
- Hard Nose the Highway (1973)
- It's Too Late to Stop Now (1974; live)
- Veedon Fleece (1974)
- A Period of Transition (1977)
- Wavelength (1978)
- Into the Music (1979)
- Common One (1980)
- Beautiful Vision (1982)
- Inarticulate Speech of the Heart (1983)
- A Sense of Wonder (1985)
- No Guru, No Method, No Teacher (1986)
- Poetic Champions Compose (1987)
- Irish Heartbeat (Tillsammans med The Chieftains) (1988)
- Avalon Sunset (1989)
- Enlightenment (1990)
- Hymns to the Silence (1991)
- Too Long in Exile (1993)
- Days Like This (1995)
- How Long Has This Been Going On (1995)
- Tell Me Something: The Songs of Mose Allison (1996)
- The Healing Game (1997)
- Back on Top (1999)
- You Win Again (2000)
- Down the Road (2002)
- What's Wrong with This Picture? (2003)
- Magic Time (2005)
- Pay the Devil (2006)
- Keep It Simple (2008)
- Born to Sing: No Plan B (2012)
- Duets: Re-working the Catalogue (2015)
- Keep Me Singing (2016)
- Roll with the Punches (2017)
- Versatile (2017)
- You're Driving Me Crazy (2018)
- The Prophet Speaks (2018)
- Three Chords & the Truth (2019)
- Latest Record Project, Volume 1 (2021)
- What's It Gonna Take? (2022)
- Moving on Skiffle (2023)